# 石川県道216号南中条津幡停車場線
石川県道216号南中条津幡停車場線（いしかわけんどう216ごう みなみちゅうじょうつばたていしゃじょうせん）は、石川県河北郡津幡町内を通る一般県道（石川県道）である。

## 路線概要
- 起点：石川県河北郡津幡町字南中条四号6番1地先（＝南中条IC・国道8号津幡バイパス（国道159号、国道249号重複）交点）
- 終点：石川県河北郡津幡町字南中条ト192番2地先（＝津幡駅前交差点・石川県道59号高松津幡線交点）

起点より、東へ546m進むと終点。かつては東へ440m進んだ、県道南中条交差点（＝2008年（平成20年）3月31日までの石川県道215号森本津幡線の交点）が起点であった。また、終点はJR七尾線・IRいしかわ鉄道線津幡駅前である。起点の国道側の案内表示は一切表記されていない。

## 歴史
- 1960年（昭和35年）10月15日：路線認定。

## 通過する自治体
- 石川県
  - 河北郡津幡町

## 接続路線
- 国道8号津幡バイパス（国道159号、国道249号重複）（河北郡津幡町南中条・南中条IC：起点）
- 石川県道59号高松津幡線（津幡町南中条・津幡駅前交差点：終点）

## 周辺施設
- 河北潟干拓地
- 津幡町浄化センター
- 津幡町立津幡南中学校
- NTT西日本 潟端電話交換所
- JA石川かほく 穀類共同乾燥調整施設
- アルプラザ津幡
  - 平和堂
- マクドナルド 津幡アルプラザ店
- 倶利伽羅の里 祥楽の湯
- TSUTAYA 津幡店
- 津幡町立中条小学校
- 中条東保育園
- JA石川かほく 中条支店
- JR七尾線・IRいしかわ鉄道線 津幡駅